# La Dernière Échappée
Pour plus de détails, voir Fiche technique et Distribution.

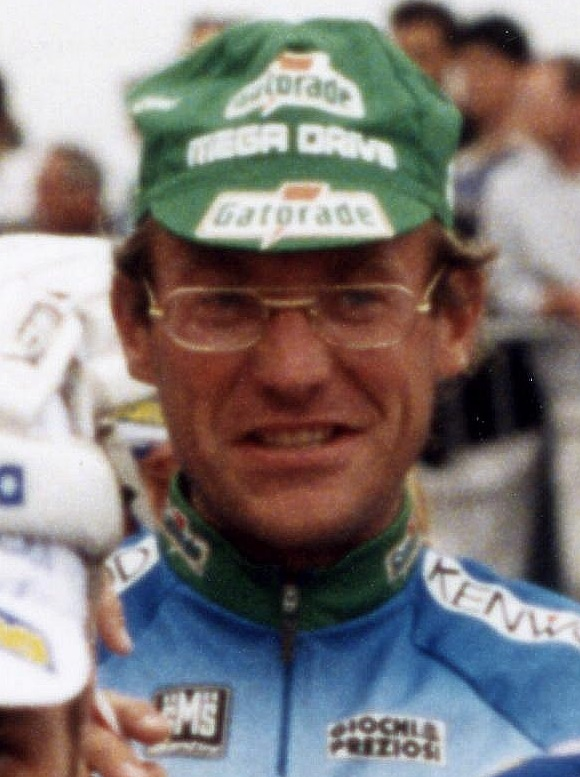
Laurent Fignon.

La Dernière Échappée est un téléfilm français réalisé par Fabien Onteniente et diffusé pour la première fois le 2 juillet 2014 sur France 2. Ce téléfilm raconte la dernière année de la vie du coureur cycliste Laurent Fignon décédé d'un cancer à l'âge de 50 ans en 2010.

## Synopsis
En juillet 2010, Laurent Fignon, double vainqueur du Tour de France en 1983 et 1984, est atteint d'un cancer. Malgré le contre avis de son médecin Eddy Clavel, il décide de suivre toutes les étapes pour commenter le Tour comme consultant pour France Télévisions. Mais peu à peu, Eddy apprend à le connaître et comprend son choix.

## Fiche technique
- Titre : La Dernière échappée
- Réalisation : Fabien Onteniente
- Scénario : Sébastien Mounier et Florent Muller
- Photographie : Pierric Gantelmi d'Ille
- Musique : Jean-Yves D'Angelo et Jean-Pierre Marcellesi
- Montage : Bruno Safar
- Décors : Jacques Rouxel
- Directeur artistique : Patrick Schmitt
- Costumes : Sabrina Riccardi
- Production : Hervé Bellech et Thierry Clopeau
- Sociétés de production : CALT et Media 365, avec la participation de France Télévisions et Arte France
- Genre : drame biographique
- Pays :  France
- Durée : 85 minutes
- Diffusion : 2 juillet 2014 sur France 2

## Distribution
- Samuel Le Bihan : Laurent Fignon
- Youssef Hajdi : Eddy Clavel
- Claire Keim : Valérie Fignon
- Olivia Côte : Pauline
- Muriel Mayette : Dr. Chevalier
- Thierry Adam : lui-même
- Gérard Holtz : lui-même
- Jean-Paul Ollivier : lui-même

## Production
Le tournage se déroule en mars-avril 2014, durant le Paris-Nice, à Fayence, à Biot (Alpes-Maritimes) et à Nice[réf. nécessaire].

## Accueil critique
Selon Mustapha Kessous, dans le journal Le Monde, « L'histoire est romancée : Fignon a bien continué à commenter le Tour contre l’avis de ses médecins, mais il n’avait pas un docteur qui le suivait d’étape en étape. Le duo Samuel Le Bihan - Youssef Hajdi fonctionne assez bien, même si leur relation manque d’épaisseur à l’écran. La scène de fin où l’on voit le champion craquer en direct se révèle émouvante, mais Laurent Fignon aurait mérité mieux que ce téléfilm plein de bons sentiments. » Dans Télé 7 jours, la critique affirme ceci : « Fan de cyclisme, le réalisateur de «Camping», Fabien Onteniente évite l'écueil du biopic et s'attaque à l'histoire d'un homme, un ancien champion qui mène le dernier combat de sa vie contre la maladie. Troublant, Samuel Le Bihan rend à Fignon un hommage émouvant. » Quant à Hélène Rochette, dans l'hebdomadaire Télérama : « Au mélodrame inspiré, Fabien Onteniente a préféré le panégyrique sucré à la gloire du service des sports de France Télévisions ! Pimentant son téléfilm des reproches d'un fictif Dr Clavel, le réalisateur de Camping multiplie les heurts entre l'athlète insolent et le médecin inflexible. Artificielle, l'opposition n'éclaire en rien le panache du coureur déclinant. »